# Кульджа
Кульджа́ (уйг. غۇلجا‎, Ғулҗа, тат. Голҗа, каз. قۇلجا, Құлжа), или Ини́н (кит. упр. 伊宁, пиньинь Yíníng) — городской уезд в Или-Казахском автономном округе Синьцзян-Уйгурского автономного района КНР, место пребывания народного правительства автономного округа.

## География
Расположен на северном берегу реки Или приблизительно в 100 км к востоку от границы Китая с Алматинской областью Казахстана на так называемой Кульджинской равнине. Здесь — самая высокая влажность преимущественно засушливого региона Синьцзян.
К востоку от городского уезда Кульджа находится уезд Кульджа, к западу — уезд Хочэн, к югу — Чапчал-Сибоский автономный уезд.

## Этимология
В русской литературе XIX века город Кульджа (Инин) иногда появляется под названием «старая Кульджа» или «таранчинская Кульджа», тогда как город Хуэйюань, расположенный в 30 километрах к северо-западу, именовался «новая Кульджа» или «китайская Кульджа». В тот период «таранчинская Кульджа» (то есть город таранчей — уйгуров-земледельцев) был центром торговли, а «китайская Кульджа», основанная в 1762 году и расположенная ближе к границе — крепостью и центром китайской администрации в регионе.

## История

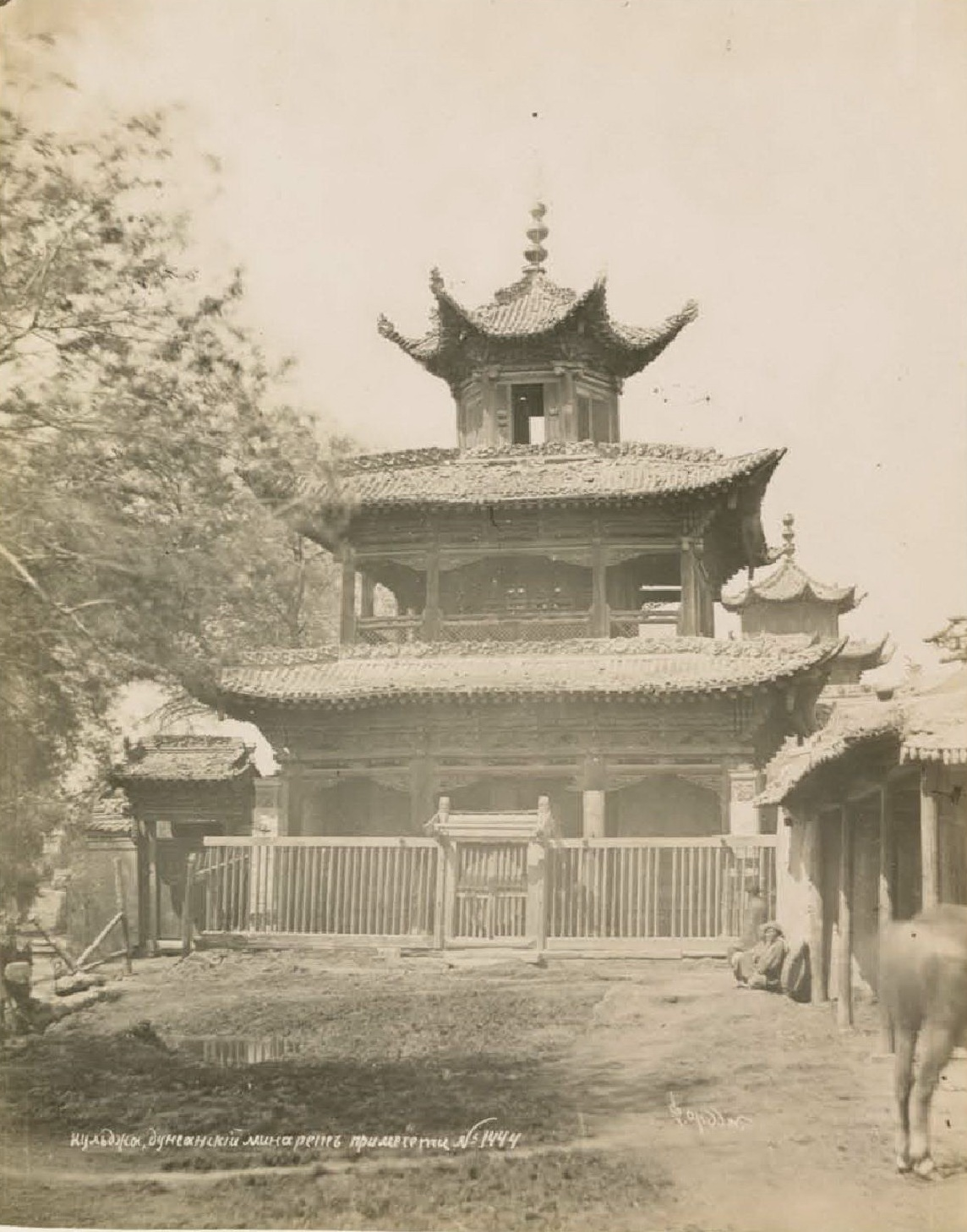
Кульджа. Дунганский минарет при мечети, 1880-е годы

Нагорные пастбища Илийской долины издавна привлекали кочевые народы. Название «Кульджа» впервые появляется ещё в эпоху Тюркского каганата.
Когда уйгурские племена во главе с Пен Текином ушли на запад, с ними ушла и часть племени Яглакар, входившего в уйгурский племенной союз.
В XIII веке Чагатай, сын Чингисхана, разместил здесь столицу своих владений. 
В период существования Джунгарского ханства в Илийской долине располагалась Урга — ставка джунгарских хунтайджи. 
Под власть Пекина эти земли перешли в середине XVIII века по итогам третьей ойрато-маньчжурской войны. Долгое время Кульджа являлась фактической административной и военной столицей Цинского Синьцзяна (дословно «Новых рубежей»).
C распространением российского влияния в Семиречье в середине XIX века Кульджа становится важным центром торговли между Россией и Китаем. В 1851 году здесь был подписан Кульджинский договор, узаконивший торговлю между подданными двух империй в этом регионе.
Город подвергся значительному разрушению в 1864-66 годах во время уйгуро-дунганского восстания. Кульджа и весь Илийский край были заняты российскими войсками в 1871 году; возвращены Китаю в 1881 году, после чего многие илийские уйгуры (около 45 тысяч человек) и дунгане (около 4,6 тысяч) переселились в российские владения (нынешний юго-восточный Казахстан и северный Кыргызстан).
В 1884 году цинское правительство создало провинцию Синьцзян, территория вокруг Кульджи стала уездом Нинъюань (宁远县). После Синьхайской революции в 1913 году уезд Нинъюань был переименован в уезд Инин (伊宁县). В 1944 году после Илийского восстания Кульджа стала столицей Восточно-Туркестанской революционной республики.
В 1952 году из пяти районов уезда Инин был создан городской уезд Инин (город Кульджа). В 1954 году был образован Или-Казахский автономный округ, и Инин стал его столицей.
В 1997 году в Кульдже произошли волнения уйгурского населения.

## Население
Основная часть населения городского уезда Кульджа — уйгуры, дунгане и казахи, хотя с каждым годом усиливается приток этнических ханьцев с востока страны. В окрестностях города — поселения маньчжуров (сибо) и монголов, которые занимаются скотоводством. На протяжении XIX—XX веков в Кульдже было сильно влияние татарской интеллигенции и купцов, которые покинули Российскую империю в связи с Октябрьской революцией 1917 года. По некоторым данным до трети населения города в первой половине XX века составляли татары. Татары создали и первую новометодную школу в Кульдже, которая впоследствии стала предтечей уйгурских, казахских и киргизских школ.

## Административное деление
Городской уезд Кульджа делится на 8 уличных комитетов, 1 посёлок и 8 волостей.

## Экономика
Инин является крупным центром текстильной промышленности (производство хлопчатобумажной пряжи и тканей, переработка домашнего текстиля и одежды), а также производства керамической продукции, в том числе кафельной плитки, которая экспортируется в Центральную Азию и Россию. Многочисленных туристов привлекают цветочные поля у подножия гор Тяньшань.

## Транспорт

### Авиационный
- Международный аэропорт Инин[5][6]

### Автомобильный
- Годао 218 (Инин — Жоцян)
- Годао 312 (Шанхай — Инин)

## Достопримечательности
- Зона фольклорного туризма Казанчи[7].
- Улица Люсин[8].
- Улица Сталина[9].

## Топографические карты
- Лист карты K-44-7 Кульджа. Масштаб: 1 : 100 000. Состояние местности на 1980 год. Издание 1982 г.